# Alejandro Ramos Folqués
Alejandro Ramos Folqués (Elx, 5 de juliol de 1906; ib., 3 de juny de 1984) fou un arqueòleg valencià, creador del Museu Arqueològic d'Elx. Entre les seues aportacions en el camp de la investigació destaquen l'establiment d'una classificació per a la ceràmica ibèrica, la fixació de la cronologia de l'escultura ibèrica i l'estudi de l'estratigrafia del jaciment de l'Alcúdia.

## Biografia
Fill del registrador de la propietat Rafael Ramos Bascuñana i d'Encarnación Folqués, estudià Dret a Madrid, tot i que la seua afició a la història i a l'arqueologia i el fet fonamental que la seua família fos propietària de l'Alcúdia l'orientà cap a la investigació històrica. A partir de 1935 dirigí les excavacions del jaciment de l'Alcúdia, càrrec que ocupà fins a la seua mort. A la postguerra, l'abril de 1939 començà a treballar com a arxiver municipal, cosa que li permeté concentrar tot el seu esforç en l'arqueologia i la història de la ciutat.

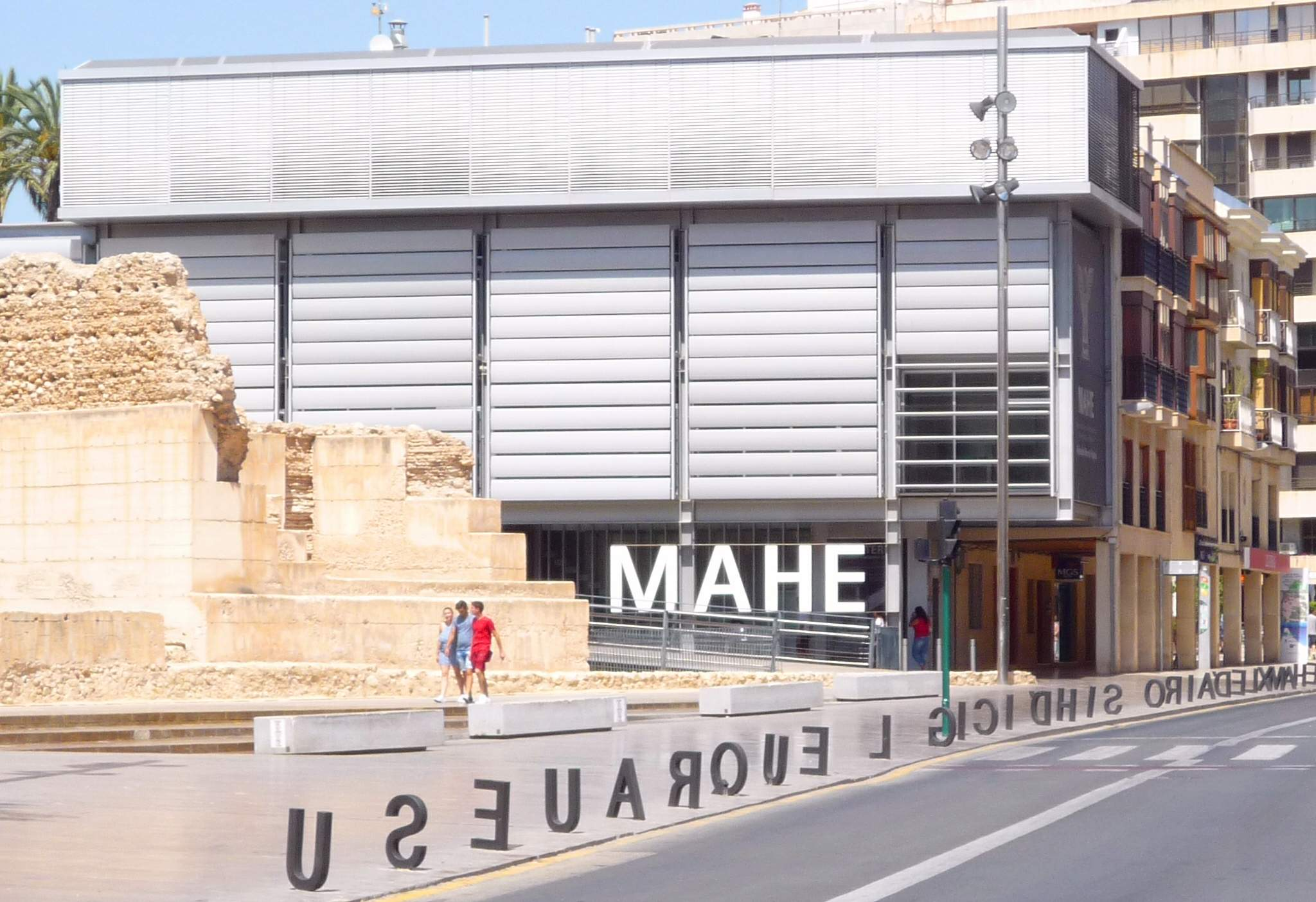
Imatge actual del Museu Arqueològic d'Elx.

Publicà articles científics i va col·laborar amb la Universitat de Madrid i el Museu Arqueològic Nacional.
A partir del 1934 va fer les gestions per establir un Museu Arqueològic a Elx, fet que passà uns anys més tard, el 13 d'agost de 1940. Aquest museu serà batejat amb el seu nom el 1982. L'any 1948 preparà el IV Congrés Arqueològic del Sud-est d'Espanya a Elx. Altres qüestions que estigueren en l'àmbit del seu interès foren l'estudi de la ceràmica ibèrica i l'estàtua de la Dama d'Elx. Al llarg de la seua vida, publicà nombrosos treballs científics en el camp de l'arqueologia.
Obtingué el càrrec d'acadèmic corresponent de la Reial Acadèmia de la Història, de l'Institut Arqueològic Alemany de Madrid, del Centro Internazionale di Richerche Storiche e Archeologiche di Viterbo i de la Reial Acadèmia Catalana de Belles Arts de Sant Jordi.

## Honors
Alejandro Ramos rebé varies distincions al llarg de la seua carrera professional:
- Medalla d'Or de l'Orde de Cisneros
- Medalla al Mèrit
- Medalla d'Or de l'Orde de la Dama d'Elx
- Cavaller del Sant Calze
- Cavaller de la Orde de Sant Antoni